# Johan Rockström
Johan Rockström (n. 31 decembrie 1965, Finspång, Comitatul Östergötland, Suedia) este un om de știință și profesor universitar suedez, recunoscut la nivel internațional pentru activitatea sa de cercetare a sustenabilității globale. Este codirector al Institutului de Cercetare a Impactului Climatic de la Potsdam (PIK) din Germania, împreună cu economistul Ottmar Edenhofer⁠(d). Predă, de asemenea, știința sistemului Pământului la Universitatea din Potsdam și managementul resurselor de apă și durabilitatea globală la Universitatea din Stockholm.
Este cunoscut ca autor al unui studiu de pionierat în care dezvoltă conceptul de limite planetare (limitele poverii asupra planetei), care a fost publicat pentru prima dată în 2009. Cunoașterea celor nouă limite planetare, de la climă la biodiversitate, este considerată fundamentală în menținerea unui „spațiu sigur pentru activitatea umană”.
Rockström este, de asemenea, un intelectual cu vizibilitate publică, oferind sfaturi, de exemplu, instituțiilor ce funcționează sub patronajul ONU, luând cuvântul, de exemplu, la conferințele TED și apărând în mass-media, ca de exemplu în filmul Breaking Boundaries de pe platforma Netflix. A publicat peste 150 de lucrări în domenii precum utilizarea practică a terenurilor și a apei și sustenabilitatea globală. Este considerat unul dintre cei mai citați cercetători din lume de către Clarivate Analytics. Johan Rockström a fost director executiv al Institutului pentru Mediu din Stockholm în perioada 2004−2012 și director al Centrului de Reziliență din Stockholm în perioada 2007−2018.

## Biografie

### Carieră
Johan Rockström a urmat studii de știința solului și hidrologie la Universitatea Suedeză de Științe Agricole din Uppsala și studii de agricultură la Institut national agronomique din Paris din 1987 până în 1991. A obținut titlul de doctor în 1997 la Universitatea din Stockholm, cu teza Ecologia sistemelor și managementul resurselor naturale. Lucrările științifice anterioare ale lui Rockström au inclus subiecte inter și transdisciplinare privind resursele globale de apă, managementul utilizării terenurilor, reziliența socio-ecologică și ciclurile materialelor globale.
În 2009 Rockström a condus echipa care a dezvoltat cadrul științific al limitelor planetare, o precondiție propusă pentru înlesnirea dezvoltării umane într-un moment în care planeta trece printr-un proces de schimbare rapidă. În semn de recunoaștere a acestei activități, revista Fokus⁠(d) i-a acordat premiul „Suedezul anului” pentru „lucrarea antrenantă și incitantă despre dezvoltarea durabilă”. În 2010 revista Miljöaktuellt l-a clasat pe locul doi în lista celor mai influente persoane din Suedia în domeniul protejării mediului, iar Veckans Affärer⁠(d) i-a acordat premiul „Capitalistul social”. Rockström a prezidat cel de-al treilea Simpozion al Laureaților Nobel cu privire la sustenabilitatea globală, care a avut loc în 2011 la Stockholm.
După ce a lucrat timp de 12 ani ca director al Centrului de Reziliență din Stockholm (SRC), Rockström a devenit în 2018 codirector al Institutului de Cercetare a Impactului Climatic de la Potsdam (PIK), cu sediul în Germania, alături de directorul adjunct al PIK, profesorul Ottmar Edenhofer⁠(d), specializat în politici economice climatice. Rockström și Edenhofer i-au succedat la conducerea PIK profesorului german Hans Joachim Schellnhuber⁠(d). În prezent, este membru al consiliului de administrație al Fundației EAT, al Fundației KR, al Fundației Global Challenges, membru al Earth League, precum și copreședinte al Future Earth și Earth Commission.
În 2020 a devenit membru al Academiei Germane de Științe Leopoldina. În 2021, împreună cu David Attenborough, Rockström a apărut în documentarul Breaking Boundaries de pe platforma Netflix și a lansat o carte intitulată Breaking Boundaries: The Science Behind our Planet.
El a susținut discursuri la diferite reuniuni și organizații internaționale la nivel înalt, cum ar fi Forumul Economic Mondial, Adunarea Generală a Națiunilor Unite (UNGA), Rețeaua Națiunilor Unite pentru Soluții de Dezvoltare Durabilă (SDSN) și Convenția-cadru a Națiunilor Unite asupra schimbărilor climatice (UNFCCC). În plus, el este om de știință șef al Conservation International și membru al Grupului Consultativ al Băncii Europene de Investiții.

### Limitele planetare
Dacă avem vreo șansă ca să prevenim pierderea a peste un milion de specii, trebuie să oprim pierderea biodiversității acum, nu în 20 sau 30 de ani. Dacă vrem să avem vreo șansă de a menține încălzirea globală la 1,5° C, trebuie să reducem emisiile la jumătate în următorii nouă ani. (Rockström, 2021)
În 2009 Rockström a condus un grup internațional de 28 de cadre universitare de prim rang, care au propus un nou cadru științific al ecosistemului terestru pentru agențiile guvernamentale și administrative ca o condiție prealabilă pentru dezvoltarea durabilă. Recunoscând că presiunile umane în creștere asupra climei și naturii au potențialul de a destabiliza întregul sistem terestru, cadrul susține că procesele care afectează ecosistemul au limite sau praguri ce nu trebuie depășite. Menținerea în spațiul sigur pentru activitatea umană, delimitat de limitele planetare, permite păstrarea condițiilor de mediu stabile care au făcut posibilă în primul rând apariția societăților moderne și vor permite generațiilor viitoare să se dezvolte și să prospere. Grupul a identificat nouă „sisteme planetare de susținere a vieții” esențiale pentru bunăstarea umană și a încercat să cuantifice cât de departe au fost împinse deja aceste sisteme. Ei au estimat apoi până unde s-ar putea merge înainte ca riscul „schimbărilor ireversibile și abrupte ale mediului”, care ar putea face Pământul mai puțin locuibil, să crească. Limitele pot ajuta la identificarea modului de extindere a activităților umane și la definirea unui „spațiu sigur pentru dezvoltarea umană”, ceea ce reprezintă o îmbunătățire față de abordările care urmăresc să minimizeze impactul uman asupra planetei. Umanitatea a depășit deja cinci dintre cele nouă limite planetare, punând în pericol perspectivele dezvoltării umane echitabile pe termen lung, în cazul în care limitele sunt depășite permanent și substanțial.
Potrivit criticilor, punctul extrem al șase dintre aceste „limite planetare” nu este delimitat precis, ci arbitrar, cum ar fi limita de 15% a utilizării pământului pentru terenurile cultivate. S-a susținut cu toate acestea că utilizarea în creștere a pământului a sporit bunăstarea globală. Unele limite au consecințe mai degrabă locale decât globale. Cadrul limitelor planetare nu este un concept static, ci necesită o dezvoltare constantă pentru a reflecta progresul în fundamentarea sa științifică și concluziile obținute în urma dezbaterilor constructive cu privire la el. O actualizare științifică și conceptuală mai amplă a limitelor planetare a fost publicată în 2015. Publicațiile mai recente s-au concentrat pe îmbunătățirea cuantificării limitelor individuale, pe transpunerea limitelor globale în limitele regionale, pe interconexiuni și feedbackuri între limitele planetare și pe cuantificarea limitelor până acum incerte.

### Alte activități

#### Consilii corporative
- Daimler, membru al Consiliului Consultativ pentru integritate și responsabilitate corporativă[44]

#### Organizații non profit
- Premiul Gulbenkian pentru Umanitate, membru al juriului[45]
- EAT Foundation, membru al Consiliului de Administrație[46]
- KR Foundation, membru al Consiliului de Administrație[47]
- Global Challenges Foundation, membru al Consiliului de Administrație[48]
- Earth League, membru[49]
- Future Earth, copreședinte[26]
- Earth Commission, copreședinte[50]

## Premii
- „Suedezul anului”, premiu acordat în 2009 de revista Fokus pentru contribuția adusă la relația dintre știință și societate[51]
- „Agronomul anului”, premiu acordat în 2013 de Asociația agronomilor (Asociația suedeză a Oamenilor de Știință)[51]
- Premiul pentru mediu „Lawrence S. Huntingto”n al Centrului de Cercetare Woods Hole, 2014[51]
- Premiul Internațional Cosmos, 2015[51]
- Premiul German pentru Mediu, 2015[52]
- Premiul Hillary, 2017[53]
- Premiul Fundației „Prințul Albert al II-lea de Monaco”, 2020[54]

## Publicații (selecție)

### Cărți
- Johan Rockström et al.: Breaking Boundaries: The Science Behind our Planet. DK, 2021, ISBN: 978-0-241-46675-9
- Johan Rockström et al.: Eat Good – Das Kochbuch, das die Welt verändert. Hildesheim 2019, ISBN: 978-3-8369-2158-9.
- Bankrupting Nature: Denying Our Planetary Boundaries (în German), Taylor & Francis, 2012, ISBN 978-0-415-53969-2
- Bankrupting Nature: Denying Our Planetary Boundaries (în German), Taylor & Francis, 2012, ISBN 978-0-415-53969-2
- Balancing Water for Humans and Nature: The New Approach in Ecohydrology (în German), Earthscan, 2004, ISBN 978-1-85383-927-6

### Contribuții la reviste
- Rockström, J., Gupta, J., Lenton, T. M., Qin, D., Lade, S. J., Abrams, J. F., Jacobson, L., Rocha, J.C., Zimm, C., Bai, X., Bala, G., Bringezu, S., Broadgate, W., Bunn, S.E., DeClerck, F., Ebi, K.L., Gong, P., Gordon, C., Kanie, N., Liverman, D., Nakicenovic, N., Obura, D., Ramanthan, V., Verburg, P.H., van Vuuren, D.P., Winkelmann, R. (2021). Identifying a safe and just corridor for people and the planet. Arhivat în 31 martie 2022, la Wayback Machine. Earth's Future, 9. | 10.1029/2020EF001866
- Gerten, D.; Heck, V.; Jägermeyr, J.; Bodirsky, B.L.; Fetzer, I.; Jalava, M.; Kummu, M.; Lucht, W.; Rockström, J.; Schaphoff, S.; Schellnhuber, H.J. (2020). Feeding ten billion people is possible within four terrestrial planetary boundaries. Nature Sustainability
- Lenton, T.M., Rockström, J., Gaffney, O., Rahmstorf, S., Richardson, K., Steffen, W., Schellnhuber, H.J. (2019). Climate tipping points - too risky to bet against. Nature, vol, 575, pp. 592-595.
- Willett, W., Rockström, J., Loken, B., Springmann, M., et.al. 2019. Food in the Anthropocene: the EAT–Lancet Commission on healthy diets from sustainable food systems. EAT-Lancet Commission on healthy diets from sustainable food systems, DOI: 10.1016/S0140-6736(18)31788-4
- Sachs, J. D., Schmidt-Traub, G., Mazzucato, M., Messner, D., Nakicenovic, N., Rockström, J. (2019). Six Transformations to achieve the Sustainable Development Goals. Nature Sustainability, DOI 10.1038/s41893-019-0352-9.
- Steffen, W., J. Rockstrom, K. Richardson, T. M. Lenton, C. Folke, D. Liverman, C. P. Summerhayes, A. D. Barnosky, S. E. Cornell, M. Crucifix, J. F. Donges, I. Fetzer, S. J. Lade, M. Scheffer, R. Winkelmann, H. J. Schellnhuber. 2018. Trajectories of the Earth System in the Athropocene. Proceedings of the National Academy of Sciences of the United States of America 115 (33): 8252-8259.
- Rockström, J., Gaffney, O., Rogelj, J. et. al. 2017. A roadmap for rapid decarbonization. Science, vol. 355, nr. 6331: 1269-1271.
- Figueres, C., H.J. Schellnhuber, G. Whiteman, J. Rockström, A. Hobley, S. Rahmstorf. 2017. Three years to safeguard our climate. Nature, nr. 546: 593-595.
- Rockström, Johan; Gaffney, Owen; Rogelj, Joeri; Meinshausen, Malte; Nakicenovic, Nebojsa; Schellnhuber, Hans Joachim (24 martie 2017). „A roadmap for rapid decarbonization” (PDF). Science. American Association for the Advancement of Science (AAAS). 355 (6331): 1269–1271. Bibcode:2017Sci...355.1269R. doi:10.1126/science.aah3443. ISSN 0036-8075. PMID 28336628.
- Rockström, Johan; Williams, John; Daily, Gretchen; Noble, Andrew; Matthews, Nathanial; Gordon, Line; Wetterstrand, Hanna; DeClerck, Fabrice; Shah, Mihir (12 iulie 2016). „Sustainable intensification of agriculture for human prosperity and global sustainability”. Ambio. Springer Science and Business Media LLC. 46 (1): 4–17. doi:10.1007/s13280-016-0793-6. ISSN 0044-7447. PMC 5226894 . PMID 27405653.
- Rockström J., L. Karlberg și M. Falkenmark (2011) „Global Food Production in a water-constrained world: exploring 'green' and 'blue' challenges and solutions”, în Grafton, R. Q. și K. Hussey (eds.). Water Resources Planning and Management. Cambridge University Press, 2011.
- Rockström J. și L. Karlberg (2010), „The quadruple squeeze: Defining the safe operating space for freshwater use to achieve a triply green revolution in the Anthropocene”. <i>Ambio</i>, 39 (3): 257–265. doi:10.1007/s13280-010-0033-4
- Hoff H., M. Falkenmark, D. Gerten, L. Gordon, L. Karlberg și J. Rockström (eds.) (2010) Journal of Hydrology: Green-Blue Water Initiative (GBI), 384(3/4): 175–306.
- Enfors, Elin; Barron, Jennie; Makurira, Hodson; Rockström, Johan; Tumbo, Siza (2011). „Yield and soil system changes from conservation tillage in dryland farming: A case study from North Eastern Tanzania”. Agricultural Water Management. Elsevier BV. 98 (11): 1687–1695. doi:10.1016/j.agwat.2010.02.013. ISSN 0378-3774.
- Reid, W. V.; Chen, D.; Goldfarb, L.; Hackmann, H.; Lee, Y. T.; Mokhele, K.; Ostrom, E.; Raivio, K.; Rockstrom, J. (11 noiembrie 2010). „Earth System Science for Global Sustainability: Grand Challenges”. Science. American Association for the Advancement of Science (AAAS). 330 (6006): 916–917. Bibcode:2010Sci...330..916R. doi:10.1126/science.1196263. ISSN 0036-8075. PMID 21071651.
- Kijne, J., J. Barron, H. Hoff, J. Rockström, L. Karlberg, J. Gowing, S.P. Wani, D. Wichelns (2009). Opportunities to increase water productivity in agriculture with special reference to Africa and South Asia. Stockholm: SEI. SEI project report.
- Hoff, H.; Falkenmark, M.; Gerten, D.; Gordon, L.; Karlberg, L.; Rockström, J. (2010). „Greening the global water system”. Journal of Hydrology. Elsevier BV. 384 (3–4): 177–186. Bibcode:2010JHyd..384..177H. doi:10.1016/j.jhydrol.2009.06.026. ISSN 0022-1694.
- Wani S.P., Rockström J. și Oweis T.Y. (2009) Rainfed agriculture: unlocking the potential CABI. ISBN: 978-1-84593-389-0.
- Rockström, Johan; Falkenmark, Malin; Karlberg, Louise; Hoff, Holger; Rost, Stefanie; Gerten, Dieter (14 februarie 2009). „Future water availability for global food production: The potential of green water for increasing resilience to global change”. Water Resources Research. American Geophysical Union (AGU). 45 (7). Bibcode:2009WRR....45.0A12R. doi:10.1029/2007wr006767. ISSN 0043-1397.
- Rost, Stefanie; Gerten, Dieter; Hoff, Holger; Lucht, Wolfgang; Falkenmark, Malin; Rockström, Johan (9 octombrie 2009). „Global potential to increase crop production through water management in rainfed agriculture”. Environmental Research Letters. IOP Publishing. 4 (4): 044002. Bibcode:2009ERL.....4d4002R. doi:10.1088/1748-9326/4/4/044002. ISSN 1748-9326.
- Kartha S., Siebert C.K., Mathur R., Nakicenovic N., Ramanathan V., Rockström J., Schellnhuber H.J., Srivastava L. și Watt R. (2009) A Copenhagen Prognosis: towards a safe climate future Stockholm Environment Institute.
- Rockström, Johan; Steffen, Will; Noone, Kevin; Persson, Åsa; Chapin, F. Stuart; Lambin, Eric F.; Lenton, Timothy M.; Scheffer, Marten; Folke, Carl (2009). „A safe operating space for humanity”. Nature. Springer Science and Business Media LLC. 461 (7263): 472–475. Bibcode:2009Natur.461..472R. doi:10.1038/461472a. ISSN 0028-0836. PMID 19779433.
- Rockström J., Vohland K., Lucht W., Lotze-Campen H., von Weizsäcker E.U. și Tariq Banuri T. (2007). „ Making progress within and beyond borders”, în: Schellnhuber H.-J., Stern N. și Molina M. (eds.) Global sustainability: a Nobel cause, cap. 4, pp. 33–48. Cambridge University Press, 2010. ISBN: 978-0-521-76934-1.
- Rockström, Johan. „Bounding the Planetary Future: Why We Need a Great Transition”. Great Transition Initiative (aprilie 2015), https://www.greattransition.org/publication/bounding-the-planetary-future-why-we-need-a-great-transition.
- Falkenmark M. and Rockström J. (2004). Balancing water for humans and nature: the new approach in ecohydrology Earthscan. ISBN: 978-1-85383-927-6
- Rockström, Johan (2011). Den stora förnekelsen (în suedeză). Stockholm: Medströms Bokförlag. ISBN 978-91-7329-042-5. OCLC 792795683.